# Jàfar ibn al-Furat
Abu-l-Fadl Jàfar ibn al-Fadl ibn Jàfar ibn Muhàmmad ibn Mussa ibn al-Hàssan ibn al-Furat (àrab: أبو الفضل جعفر بن الفضل بن جعفر بن محمد بن موسى بن الحسن بن الفرات, Abū al-Faḍl Jaʿfar b. al-Faḍl b. Jaʿfar b. Muḥammad b. Mūsà b. al-Ḥasan b. al-Furāt) o, més senzillament, Jàfar ibn al-Furat (921-1001) fou visir dels emirs ikhxídides d'Egipte; era fill del visir abbàssida Abu-l-Fat·h al-Fadl ibn Jàfar ibn al-Furat.
Va ser visir sota els emirs Abu-al-Qàssim Unujur ibn al-Ikhxid (946-961) i Abu-l-Hàssan Alí ibn al-Ikhxid (961-966), sota l'eunuc Abu-l-Misk Kàfur (966-968 regent i després emir) i encara un any més sota Abu-l-Fawaris Àhmad ibn Alí ibn al-Ikhxid però cap al final no va poder controlar la situació i el motí de les forces de Kàfur primer, i ikhshídides després, que van saquejar el seu palau, el van obligar a fugir i amagar-se.
Al-Hàssan ibn Ubayd-Al·lah, parent del darrer emir i governador de Síria, va intervenir i va ordenar detenir a Jàfar, però en la fase final de la lluita fou alliberat i nomenat emir d'Egipte i en aquesta condició va rebre els emissaris del general fatimita Jàwhar as-Siqil·lí i va facilitar l'entrada de les seves tropes al Caire. Jàwhar li va oferir el visirat d'Egipte que va refusar i es va retirar a la vida privada.
Va morir el 1001.